# Вяземский, Сергей Александрович
Князь Серге́й Алекса́ндрович Вя́земский (1847 или 1848, Костромская губерния — 23 февраля 1923) — российский государственный деятель, Томский губернатор; действительный статский советник.

## Биография
Представитель княжеского рода Вяземских родился в родовом поместье в Макарьевском уезде Костромской губернии, по разным сведениям, в 1847 или 1848 году.
Окончил Костромскую гимназию (1861), затем — Московский университет (1870). По окончании университета поступил на службу в канцелярию Министерства внутренних дел. Занимал разные должности в Костромской губернии; в 1882 году стал гласным Галичского уездного земского собрания.
С 1896 года был Олонецким вице-губернатором; 6 декабря 1898 года был произведён в действительные статские советники.
В 1900 году был переведён в Томскую губернию; сначала был вице-губернатором, затем губернатором.
При губернаторстве Вяземского в Томске состоялось торжество освящения Троицкого кафедрального собора (25 мая 1900) и торжественное открытие Томского технологического института в декабре 1900 года.
Не позднее 11 июля 1903 года Вяземский был уволен с поста томского губернатора, покинул Томск 18 июля 1903 года, но ещё несколько лет оставался почётным мировым судьёй округа Томского окружного суда.
Был назначен членом Совета министра внутренних дел. Затем стал также от министерства членом в Совете по горнопромышленным делам в Министерстве торговли и промышленности.
Умер 23 февраля 1923 года.

## Награды
- Орден Святого Станислава 2-й ст. (1885);
- Орден Святой Анны 2-й ст. (1892);
- Орден Святого Владимира 4-й ст. (1896);
- Орден Святого Владимира 3-й ст. (1901);
- Орден Святого Станислава 1-й ст. (1904);
- Орден Святой Анны 1-й ст. (1908);
- Медаль «В память царствования императора Александра III»;
- Медаль «В память коронации Императора Николая II»;
- Медаль «За труды по первой всеобщей переписи населения» (1897);